# 德谷 (加利福尼亞州)
德谷（英語：Day Valley）是位於美國加利福尼亞州聖塔克魯茲縣的一個人口普查指定地區。

## 地理
德谷的座標為37°00′32″N 121°51′24″W / 37.00889°N 121.85667°W，而該地最高點為海拔高度401米（即1316英尺）。

## 人口
根據2010年美國人口普查的數據，德谷的面積為48.711平方千米，均為陸地。當地共有人口3409人，而人口密度為每平方千米69人。